# محمد عبدالکبیر
محمد عبدالکبیر، از اعضای ارشد رهبری طالبان است که از ۱۸ ژانویه ۲۰۲۵ به عنوان سرپرست وزارت مهاجرین به طور رسمی آغاز به کار کرد. او ۴ اکتبر ۲۰۲۱، معاون سوم رئیس‌الوزرا در امور سیاسی افغانستان، در رژیم بین‌المللی به رسمیت شناخته نشده امارت اسلامی افغانستان است. وی قبلاً از ۱۶ آوریل تا ۱۳ نوامبر ۲۰۰۱، سرپرستی ریاست‌الوزرای افغانستان را برعهده داشت.
سازمان ملل، گزارش می‌دهد که او معاون دوم شورای وزیران طالبان، والی ولایت ننگرهار و رئیس منطقه شرق بوده است. همچنین گزارش شده که عبدالکبیر، بین سال‌های ۱۹۵۸ و ۱۹۶۳، در پکتیا، افغانستان به دنیا آمده و از قبیله زدران قوم پشتون بوده و در عملیات‌های علیه ائتلاف در شرق افغانستان، فعال بود.